# Ибраев, Айткеш Абаевич
Айткеш Абаевич Ибраев (15 мая 1924 — 27 октября 1944) — советский военнослужащий. Участник Великой Отечественной войны. Герой Советского Союза (1945). Старшина.

## Биография
Айткеш Абаевич Ибраев родился 15 мая 1924 года в селе Ново-Баженово Семипалатинского уезда Семипалатинской губернии Киргизской АССР РСФСР СССР (ныне село Восточно-Казахстанской области Республики Казахстан) в крестьянской семье. Казах. Образование 7 классов. После окончания школы работал в колхозе «Кзыл-Куйган». В 1941 году поступил в Семипалатинский финансово-экономический техникум.
В ряды Рабоче-крестьянской Красной Армии А. А. Ибраев был призван Жанасемейским райвоенкоматом Семипалатинской области Казахской ССР 7 сентября 1942 года и направлен в Симферопольское пулемётно-миномётное военное училище, находившееся в эвакуации в городе Балаково Саратовской области. В боях с немецко-фашистскими захватчиками сержант А. А. Ибраев участвовал с июня 1942 года в должности командира 45-миллиметрового орудия в составе 1264-го стрелкового полка 380-й стрелковой дивизии Северо-западного фронта. Дивизия занимала оборону на рубеже Кострица — Жерносеково — Тархово (ныне посёлки Оленинского района Тверской области Российской Федерации). В июле 1942 года в ходе Холм-Жирковской оборонительной операции дивизия понесла большие потери и была выведена в резерв.
Вновь в действующей армии сержант А. А. Ибраев с сентября 1942 года. До конца декабря 1942 года он участвовал в битве за Ржев в составе своего подразделения, входившего в 39-ю армию Калининского фронта и 30-ю армию Западного фронта (с 29 ноября 1942 года). В феврале 1943 года дивизия, в которой служил Айткеш Абаевич, принимала участие в Демянской наступательной операции в составе 1-й ударной и 53-й армий Северо-Западного фронта. К весне 1943 года А. А. Ибраев был произведён в старшие сержанты и был назначен командиром взвода 45-миллиметровых пушек.
Весной 1943 года 380-я стрелковая дивизия была переброшена на Брянский фронт и в составе 3-й армии участвовала в Курской битве, а затем в составе 50-й армии в Брянской операции. За отличие в Брянской операции старший сержант Ибраев получил свою первую боевую награду — орден Красной Звезды. Завершил кампанию 1943 года Ибраев на Белорусском фронте участием в Гомельско-Речицкой операции. Вскоре ему было присвоено очередное воинское звание — старшина.
23 июня 1944 года началась операция «Багратион», в ходе которой подразделения 50-й армии в составе 2-го Белорусского фронта принимали участие в Могилёвской и Минской операциях. Огневой взвод 45-миллиметровых пушек старшины Ибраева особо отличился при ликвидации окружённой под Минском группировки противника. 6 июля 1944 года противник предпринял попытку прорыва окружения на рубеже Шеметово — Пекалин. Находившийся со своим огневым взводом в боевых порядках пехоты старшина Ибраев приказал выкатить орудия на открытую позицию. В ходе боя прямой наводкой артиллеристы уничтожили 192 немецких солдата и офицера, 19 автомашин, 55 подвод с боеприпасами, 6 противотанковых пушек и 12 пулемётов. Когда немцы вплотную подошли к позициям артиллеристов, старшина Ибраев поднял свой взвод в атаку и в штыковом бою отбросил их на исходные позиции. В рукопашной схватке старшина Ибраев лично уничтожил 8 солдат вермахта.
После ликвидации минского котла высвободившиеся части 50-й армии 2-го Белорусского фронта включились в Белостокскую операцию. В бою у деревни Нижние Погораны Гродненского района Белостокской области (ныне деревня Гродненской области Республики Беларусь) взвод старшины А. А. Ибраева, находясь в боевых порядках наступающих стрелковых подразделений, для ведения эффективного огня по противнику выдвинул орудия на открытую позицию. В ходе боя взвод подавил огонь шести вражеских огневых точек и уничтожил 27 военнослужащих вермахта. Однако в этом бою старшина А. А. Ибраев погиб. Первоначально его похоронили в деревне Нижние Погораны. Позднее его останки были перезахоронены в соседнем селе Свислочь Гродненской области Белоруссии.
Звание Героя Советского Союза было присвоено старшине Ибраеву Айткешу Абаевичу указом Президиума Верховного Совета СССР от 24 марта 1945 года (посмертно).

## Награды и звания
- Медаль «Золотая Звезда» (24.03.1945);
- Орден Ленина (24.03.1945);
- Орден Отечественной войны II степени (13.08.1944, посмертно);
- Два ордена Красной Звезды (28.10.1943; 29.03.1944).

## Память
- Мемориальная доска в честь Героя Советского Союза А. А. Ибраева установлена в школьном парке села Ново-Баженово Восточно-Казахстанской области Республики Казахстан.
- Имя Героя Советского Союза А. А. Ибраева носит средняя школа села Ново-Баженово Восточно-Казахстанской области Республики Казахстан.
- Именем Героя Советского Союза А. А. Ибраева названа улица в городе Семей Восточно-Казахстанской области Республики Казахстан.

## Документы
- Общедоступный электронный банк документов «Подвиг Народа в Великой Отечественной войне 1941—1945 гг.» Архивировано 13 марта 2012 года.

Комплект наградных документов на звание Героя Советского Союза. Архивировано 23 сентября 2012 года.
Комплект наградных документов на орден Отечественной войны 2 степени. Архивировано 23 сентября 2012 года.
Комплект наградных документов на орден Красной Звезды (награждён приказом от 28 октября 1943 года). Архивировано 23 сентября 2012 года.
Наградной лист на орден Красной Звезды (награждён приказом от 29 марта 1944 года). Архивировано 23 сентября 2012 года.
- Обобщённый банк данных «Мемориал». Архивировано 10 мая 2012 года.

ЦАМО, ф. 58, оп. А-46899, д. 11. Архивировано 23 сентября 2012 года.
ЦАМО, ф. 58 оп. 977534 д. 1. Архивировано 23 сентября 2012 года.
Информация из списка захоронения. Архивировано 23 сентября 2012 года.